# پوی‌لو (ساموخ)
پوی‌لو (به لاتین: Poylu) یک منطقه مسکونی در جمهوری آذربایجان است که در شهرستان ساموخ واقع شده است. پوی‌لو ۵۶۸ نفر جمعیت دارد.